# Mutawintji nationalpark
Mutawintji nationalpark är en nationalpark i Australien.   Den ligger i delstaten New South Wales, i den sydöstra delen av landet, 800 km nordväst om huvudstaden Canberra. Mutawintji National Park ligger 280 meter över havet.
Omgivningarna runt Mutawintji nationalpark är i huvudsak ett öppet busklandskap.